# Отель Белый лебедь
Отель Белый лебедь (англ. The White Swan Inn) — бывшая гостиница XVIII века на Чёрч-стрит в Монмуте, на юго-востоке Уэльса. 27 июня 1952 года здание было внесено в список культурного наследия Великобритании уровня II*. Входит в список зданий Тропы культурного наследия Монмута.

## История
Здание имеет три этажа, с выделяющимся окном на первом этаже, и облицовано белой штукатуркой датируемой началом девятнадцатого века. По крайней мере до 1709 года тут была гостиница Swan and Falcon, «Лебедь и сокол», а с 1774 года она стала известна как «Белый лебедь». Гостиница и её окружение были перестроены в 1839 году, в рамках перестройки Прайори-стрит, реконструкцией которой занимался монмутский архитектор Джордж Вон Мэддокс.
Отель существовал до конца 1950-х, а его ведущим символ, лебедь, по-прежнему использовался здесь, пока его не украли несколько лет назад.